# José Daniel Rodrigues da Costa

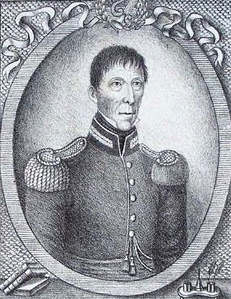
José Daniel Rodrigues da Costa

José Daniel Rodrigues da Costa (ur. 1757, zm. 1832) – poeta portugalski.

## Życiorys
José Daniel Rodrigues da Costa urodził się na początku drugiej połowy XVIII wieku w Colmeias. W swoich czasach był bardzo popularnym autorem, prozaikiem dramaturgiem i poetą.  Był też przedsiębiorcą, urzędnikiem i oficerem w armii. Pisał dużo, wypowiadając się w różnych gatunkach literackich. Należał do towarzystwa literackiego "Arcádia Lusitana", gdzie używał pseudonimu Josino Leirense. Był też wydawcą. Publikował czasopismo satyryczne Almocreve de Petas, pierwsze typowo humorystyczne pismo w Portugalii. Był znany z polemik z Manuelem Marią Barbosą du Bocage. Obecnie jest pisarzem zapomnianym. 

## Twórczość
José Daniel Rodrigues da Costa pozostawił po sobie wiele dzieł. Na uwagę zasługuje poemat O balão dos habitantes da lua (1819), uważany za pierwsze w literaturze portugalskiej dzieło science-fiction. Poza tym Rodrigues da Costa pisał też sonety i listy poetyckie.